# Айъсът
Айъсът (Айъсит) са божества, духове на плодородието в якутската митология, принадлежащи към божествата Айъ. Основните и най-главни от тях са: Нелбей айъсът, подпомагаща при раждане; Джесегей тойон и Киенг Киели-Бали тойон – подпомагащи размножаването на конете; Исегей айъсът – покровител на едрия рогат добитък; Норулуя – на кучетата и лисиците.